# Las Toscas (Santa Fe)
Las Toscas es una ciudad situada en el noreste de la provincia de Santa Fe, República Argentina. Pertenece al departamento General Obligado, del cual es el cuarto municipio más poblado, por detrás de Reconquista, Avellaneda y Villa Ocampo. El distrito tiene una superficie de 372 km² y una población de 14.452 habitantes (INDEC, 2022).
Fue fundada por Gaspar Kaufmann el 23 de agosto de 1880 bajo el nombre de “Colonia Las Toscas”, a partir de una concesión de tierras por parte del Gobierno Nacional, enmarcada en la “Ley Nacional n.° 817 de Inmigración y Colonización” que disponía la división de tierras y entrega de concesiones a personas que se dispusieran a colonizarlas; en lo que era el Territorio Nacional del Chaco, habitado hasta ese tiempo por pueblos originarios (abipones y mocovíes).
La ciudad se encuentra en la provincia de Santa Fe, a la altura del km 890 de la Ruta Nacional 11. Es la principal vía de comunicación terrestre de la ciudad con el resto del país. Su ubicación puede considerarse estratégica debido principalmente a la importancia de esta arteria para el enlace entre el NEA y la región pampeana argentina.
Las Toscas cuenta con importantes eventos culturales de trascendencia nacional como son: La Fiesta de la Costa, Concurso de Pesca Variada, Torneos de fútbol infantil, Festival Folclórico, entre otros.

## Actividades Económicas
En cuanto a lo económico se la considera una ciudad agroindustrial, con industrias dedicadas principalmente al procesamiento de materias primas regionales. Se destacan principalmente la Curtiembre Arlei, el Ingenio azucarero "Las Toscas" (éste ya no se encuentra operativo), la desmotadora Snaider, entre otros. Además, se producen otros cultivos como soja, girasol y maíz.

## Curtiembre Arlei S.A.
Curtiembre "Arlei" es una empresa Nacional dedicada a la curtación de cueros vacunos. En ella trabajan más de 1200 personas de toda la microrregión. Certificada con las normas ISO 9001 y 14001 es una de las industrias más pujantes del norte de la provincia
En el año 2019 fue reconocida por el programa Great Pleace To Work en el puesto número 9 de las mejores empresas para trabajar en el país. Curtiembre Arlei es uno de los mayores exportadores de cueros semi terminados en el mundo, y los cueros procesados en Las Toscas van a los tapizados de los asientos de vehículos de alta gama, a tapicería de sillones y en menor medida cuero para calzado.

## Sitio Histórico
- Mangrullo (atalaya) del Fortín de las Toscas: Monumento Histórico.

Este mangrullo o torre de observación del antiguo fortín de frontera, construido con madera dura de los montes, se utilizaba para vigilar posibles ataques de tribus indígenas, defendiendo a la colonia por entonces recientemente establecida en Las Toscas.
A medida que la localidad se iba conformando, el sitio del fortín original, que protegió a los primeros colonos, se fue abandonando progresivamente. El actual mangrullo es una reconstrucción del original.

## Santa Patrona
- Asunción de la Santísima Virgen, 15 de agosto

## Personalidades
- Juan Ramón Fleita

## Fiestas
- Concurso de Pesca Variada con Devolución
- Encuentro de Peñas
- Concurso de Pesca de la palometa
- Fiesta de la Caña, Cuero y Algodón
- Fiesta del día que se fundó la ciudad el 23 de agosto
- Fiesta de la Costa

## Parroquias de la Iglesia católica en Las Toscas
| Diócesis  | Reconquista                   |
| --------- | ----------------------------- |
| Parroquia | Nuestra Señora de la Asunción |